# Mamiya RB67
Les Mamiya RB67 són una sèrie de càmeres de format mitjà fabricades per Mamiya les quals usen pel·lícula de 120 per crear negatius de 6 x 7 cm (56 x 67mm). Aquest sistema va sortir al mercat el 1970 amb la Mamiya RB67 Professional i es va discontinuar el 2010.
Al ser càmeres modulars, el visor, l'objectiu i el xassís són intercanviables i es poden fer servir diferents depenent de la necessitat.
La muntura que utilitzen totes elles, anomenada Mamiya RB, té una distància de brida de 112mm i un diàmetre de 60mm. Les càmeres amb aquesta muntura compten amb un factor de multiplicació d'aproximadament 0,5. Relació entre la diagonal del marc de referència (format de 35 mm) i la diagonal del negatiu usat pel sistema Mamiya RB: {\displaystyle {\dfrac {\sqrt {(24mm)^{2}+(36mm)^{2}}}{\sqrt {(56mm)^{2}+(67mm)^{2}}}}\approx 0.498}

## Esquema de noms de les càmeres amb muntura mamiya RB
| Model       | Any  |
| ----------- | ---- |
| RB67 Pro    | 1970 |
| RB67 Pro S  | 1974 |
| RB67 Pro SD | 1990 |

La RB67 Pro va ser el primer model 6x7 del món amb un enfocament per manxa. Quatre anys més tard, es va presentar la Pro S, la qual incorpora un indicador d'orientació a la part posterior, un bloqueig d'enfocament i un sistema de prevenció per a la doble exposició, el qual no deixa disparar sense arrossegar la palanca ni disparar si hi ha la placa de seguretat.
El 1990 es va presentar la Pro SD, la qual és compatible amb els objectius L, ja que té un diàmetre de 61mm, igual que les mamiya RZ. Per utilitzar els objectius No-C, NB i C necessita un adaptador a la muntura. Aquest model inclou un suport per al format 6x8.

## Edicions especials de la sèrie RB67
- Mamiya RB67 Pro S Golden Lizard "RB67 11th Anniversary": Es van llançar al mercat 300 unitats d'aquesta edició, la qual es va presentar el 1982 per commemorar l'11è aniversari de la RB67. Aquesta incloïa peces metàl·liques daurades i coberta de pell de llangardaix. La càmera venia acompanyada del Sekor C 90mm F/3.8 o el Sekor C 127mm F/3.8 també en acabats daurats.[8]
- Mamiya RB67 Professional SD Gold "50 Years in Photography": Per commemorar el cinquantè aniversari de la fundació de Mamiya (establerta el maig de 1940), el 1990 aquesta versió es va treure al mercat com a edició limitada de 300 unitats al món. Aquesta venia amb les plaques metàl·liques construïdes d'or massís, la qual va ser la primera a la indústria de les càmeres en incorporar-ho. El cos de la càmera anava acompanyat d'una caixa de fusta amb el logotip de l'aniversari i un Mamiya K/L 127mm f/3.5 LA amb el mateix acabat daurat.[9]

## Objectius
Els objectius de mamiya RB incorporen un obturador Seiko #1, amb el mecanisme de control al cos, el qual també proporciona una sincronització de flaix a totes les velocitats d'obturació, fins a 1/400 segons. Les òptiques per al sistema RB67 es poden dividir en cinc sèries:
- Sekor No-C: Aquestes van ser la primera generació d'objectius, només incorporaven un sol recobriment anti-reflexos, i van ser llançades al mercat juntament amb l'RB67 Professional el 1970.
- Sekor NB: Aquestes van ser produïdes del 1973 al 1974, òpticament són idèntiques a la sèrie No-C però amb un redisseny del canó
- Sekor C: Aquestes van ser les òptiques construïdes per a la segona generació de càmeres, incorporen múltiples recobriments i van ser llançades al mercat amb la RB67 Professional S el 1974.
- K/L: Aquestes òptiques tenen un disseny renovat i són òpticament idèntiques a les RZ67. Aquestes són compatibles tant amb la RB67 Professional, la RB67 Professional S (codi "K") com amb la RB67 Professional SD (codi "L"). Amb aquesta última per això és necessari un adaptador.
- L: Aquestes òptiques només són compatibles amb la RB67 Professional SD i només van sortir dos models al mercat: Shift L 75 f/4.5 S/L i APO L 500 f/6 L.

Igual que tots els altres fabricants d'objectius, Mamiya també usa un conjunt de sigles per a designar aspectes bàsics de cada objectiu, per a indicar des de quina mena de cos és l'ideal per a muntar-ho fins a característiques de fabricació:
- A / APO: Incorpora lents especials de baixa dispersió per a corregir aberracions cromàtiques[10]
- Macro: Objectiu macro[11]
- SF (Soft Focus): Objectiu especial amb control de l'efecte de desenfocament[12]
- Shift: Objectiu que permet moviments especials de desplaçament lateral i/o basculament[13]

Aquests tenen focals des de 37mm fins a 500mm, incloent-hi objectius zoom, macro i descentrables:
| Distància focal | Obertura | Any  | Distància mínima d'enfocament | Diàmetre de filtre |
| --------------- | -------- | ---- | ----------------------------- | ------------------ |
| 37mm            | 4.5      | 1974 | 0,257m                        | 40.5mm             |
| 50mm            | 4.5      | 1970 | 0,28m                         | 77mm               |
| 50mm            | 4.5      | 1974 | 0,28m                         | 77mm               |
| 65mm            | 4.5      | 1970 | -                             | 77mm               |
| 65mm            | 4.5      | 1974 | -                             | 77mm               |
| 65mm            | 4.5      | 1974 | -                             | 77mm               |
| 65mm            | 4.0      | 1990 | 0,35m                         | 77mm               |
| 75mm            | 3.5      | 1990 | 0,38m                         | 77mm               |
| 75mm            | 4.5      | 1990 | 0,42m                         | 105mm              |
| 90mm            | 3.8      | 1970 | -                             | 77mm               |
| 90mm            | 3.8      | 1974 | -                             | 77mm               |
| 90mm            | 3.8      | 1974 | -                             | 77mm               |
| 90mm            | 3.5      | 1990 | 0,45m                         | 77mm               |
| 127mm           | 3.8      | 1970 | -                             | 77mm               |
| 127mm           | 3.8      | 1973 | -                             | 77mm               |
| 127mm           | 3.8      | 1974 | -                             | 77mm               |
| 127mm           | 3.5      | 1990 | 0,64m                         | 77mm               |
| 140mm           | 4.5      | 1976 | 0,754m                        | 77mm               |
| 140mm           | 4.5      | -    | 0,76m                         | 77mm               |
| 150mm           | 4.0      | 1977 | 0,856m                        | 77mm               |
| 150mm           | 3.5      | 1990 | 0,82m                         | 77mm               |
| 180mm           | 4.5      | 1973 | 1,11m                         | 77mm               |
| 180mm           | 4.5      | 1974 | 1,11m                         | 77mm               |
| 180mm           | 4.5      | 1990 | 1,10m                         | 77mm               |
| 210mm           | 4.5      | 1990 | 1,43m                         | 77mm               |
| 250mm           | 4.5      | 1970 | 1,85m                         | 77mm               |
| 250mm           | 4.5      | 1974 | 1,85m                         | 77mm               |
| 250mm           | 4.5      | 1990 | 1,85m                         | 77mm               |
| 250mm           | 4.5      | 1990 | 1,85m                         | 77mm               |
| 350mm           | 5.6      | 1990 | 3,42m                         | 77mm               |
| 360mm           | 6.3      | 1972 | 3,78m                         | 77mm               |
| 360mm           | 6.3      | 1974 | 3,78m                         | 77mm               |
| 360mm           | 6.0      | 1990 | 3,65m                         | 77mm               |
| 500mm           | 8.0      | -    | 6,60m                         | 105mm              |
| 500mm           | 8.0      | -    | 6,60m                         | 105mm              |
| 500mm           | 6.0      | 1990 | 6,49m                         | 105mm              |
| 100-200         | 5.2      | 1974 | 0,548m                        | 77mm               |

A part dels objectius mencionats, al catàleg de Mamiya també hi havia tubs d'extensió, els quals s'utilitzen per realitzar fotografía macro:
- Tubs d'extensió RB: Hi havia de 45 i 82mm i són compatibles amb totes les RB67 i els objectius Sekor C.
- Tubs d'extensió RB SD: Hi havia de 45 i 82mm i només són compatibles amb la RB67 Pro SD i els objectius K/L.

## Sistema
A part dels objectius intercanviables, en tots els models es poden intercanviar els següents accessoris, els quals són compatibles amb els següents models de mamiya RB67:
|                           | Pro | Pro S | Pro SD |
| ------------------------- | --- | ----- | ------ |
| Visor prisma RB II        | Si  | Si    | Si     |
| Visor prisma PD (RB)      | Si  | Si    | Si     |
| Prisma lupa FD-701        | Si  | Si    | Si     |
| Visor esportiu            | Si  | Si    | Si     |
| Xassís RB SD              | Si  | Si    | Si     |
| Xassís RB Pro-S           | Si  | Si    | Si     |
| Xassís RB Pro             | Si  | Si    | Si     |
| Xassís electrònic RB6x8   | No  | Si*   | Si     |
| Xassís RB SD Polaroid     | Si  | Si    | Si     |
| Xassís RB Polaroid*       | Si  | Si    | Si     |
| Xassís 6x4,5              | Si  | Si    | Si     |
| Xassís 70mm               | Si  | Si    | Si     |
| Para-sol G3               | Si  | Si    | Si     |
| Para-sol G2               | Si  | Si    | Si     |
| Empunyadura tipus pistola | Si  | Si    | Si     |
| Suport d'empunyadura      | Si  | Si    | Si     |
| Empunyadura multi angle   | Si  | Si    | Si     |

Per poder utilizar el visor PD i la lupa, en els prismes RB més antics s'ha de canviar l'ocular per l'FD-701. El prisma PD conte un fotòmetre, mentre que el visor prisma RB no l'incorpora.
* El xassís electrònic RB 6x8 és compatible amb la Pro S però necessita l'adaptador giratori.
* El xassís RB Polaroid és compatible amb tots els models, però necessita l'adaptador P
Els para-sols G3 i G2 són compatibles amb tots els objectius de 65 a 350mm.
A part de tots aquests accessoris les pantalles d'enfocament es poden intercanviar i són compatibles amb tots els models RB67:
- Tipus A: Mate. Existeix de 6x7 i de 6x8
- Tipus A4: Mate amb quadricula
- Tipus B: Telèmetre amb imatge partida
- Tipus C: Micro prisma
- Tipus D: Creu
- Tipus E: Telèmetre amb imatge partida en 45 graus i micro prisma